# Loxerebia saxicola
Loxerebia saxicola är en fjärilsart som beskrevs av Charles Oberthür 1876. Loxerebia saxicola ingår i släktet Loxerebia och familjen praktfjärilar. Inga underarter finns listade i Catalogue of Life.